# Kubuntu
Kubuntu je službeni derivat operacijskog sustava Ubuntu koji koristi KDE grafičko sučelje umjesto GNOME sučelja. Dio je projekta Ubuntu i koristi isti temeljni sustav. Kubuntu i Ubuntu mogu raditi usporedno instaliranjem ubuntu-desktop i kubuntu-desktop paketa. Svaki paket u Kubuntuu ima isti repozitorij kao i Ubuntu. Od 6.06 Dapper izdanja, Kubuntu CD-ovi mogu se naručiti kroz servis Shipit.
Kubuntu projekt nastoji biti KDE-u ono što je Ubuntu GNOME-u: velika integrirana distribucija sa svim prednostima Ubuntua, ali s KDE dekstopom. Kubuntu se izdaje redovno i predvidivo; svaka nova verzija sadrži novu KDE verziju.
Riječ Kubuntu znači "prema humanosti" u Bemba jeziku, i izgovara se /kùbúntú/. Igrom slučaja, riječ također znači "besplatno" u afričkom Kirundi jeziku.

## Izdanja
Kubuntu slijedi isti sustav davanja imena/verzija kao Ubuntu, s prvom verzijom 5.04 (kodnog imena Hoary Hedgehog), 8. travnja 2005. Sadržavala je KDE 3.4 i selekciju najkorisnijih KDE programa. Neki od njih ne spadaju izravno u KDE, uključujući Amarok, Kaffeine,  Gwenview, i K3b.
Drugo izdanje, 5.10 (kodnog imena Breezy Badger), koristilo je KDE 3.4.3 i alate za ugađanje sustava. Također se koristio Adept, program za administraciju paketa, prvi koji je nudio korištenje tzv. debtagova za lakšu pretragu (mijenjajući Kynaptic korišten u prethodnoj inačici) i reorganizirani centar te KDE Bluetooth. KDE 3.5.2 je bio dostupan za nadogradnju putem repozitorija APT od 28. ožujka 2006.
Sljedeće izdanje, 6.06 (kodnog imena Dapper Drake), koristilo je noviju inačicu KDE sučelja, 3.52 te novi program za instalaciju operacijskog sustava, koji omogućava instalaciju direktno putem tzv. Live CD-a.
Kubuntu je dostupan na x86, PowerPC i AMD64 platformama, s CD inačicama alternate i desktop. Alternate koristi tekstualnu instalaciju, Desktop se instalira putem prije spomenutog Live CD-a.

## Verzije
| Boja   | Značenje                 |
| ------ | ------------------------ |
| bež    | Nije podržano            |
| žuta   | Star, još uvijek podržan |
| zelena | Trenutna verzija         |
| plava  | Budućnost                |

| Verzija   | Kodno ime         | Datum izdavanja     | Podržana do     |
| --------- | ----------------- | ------------------- | --------------- |
| 5.04      | Hoary Hedgehog    | 8. travnja 2005.    | listopada 2006. |
| 5.10      | Breezy Badger     | 13. listopada 2005. | travnja 2007.   |
| 6.06 LTS  | Dapper Drake      | 1. lipnja 2006.     | lipnja 2009.    |
| 6.10      | Edgy Eft          | 26. listopada 2006. | travnja 2008.   |
| 7.04      | Feisty Fawn       | 19. travnja 2007.   | listopada 2008. |
| 7.10      | Gutsy Gibbon      | 18. listopada 2007. | travnja 2009.   |
| 8.04      | Hardy Heron       | 24. travnja 2008.   | listopada 2009. |
| 8.10      | Intrepid Ibex     | 30. listopada 2008. | travnja 2010.   |
| 9.04      | Jaunty Jackalope  | 23. travnja 2009.   | listopada 2010. |
| 9.10      | Karmic Koala      | 29. listopada 2009. | travnja 2011.   |
| 10.04 LTS | Lucid Lynx        | 29. travnja 2010.   | svibnja 2013.   |
| 10.10     | Maverick Meerkat  | 10. listopada 2010. | travnja 2012.   |
| 11.04     | Natty Narwhal     | 28. travnja 2011.   | listopada 2012. |
| 11.10     | Oneiric Ocelot    | 13. listopada 2011. | svibnja 2013.   |
| 12.04 LTS | Precise Pangolin  | 25. travnja 2012.   | travnja 2017.   |
| 12.10     | Quantal Quetzal   | 18. listopada 2012. | travnja 2014.   |
| 13.04     | Raring Ringtail   | 25. travnja 2013.   | siječnja 2014.  |
| 13.10     | Saucy Salamander  | 17. listopada 2013. | lipnja 2014.    |
| 14.04 LTS | Trusty Tahr       | 17. travnja 2014.   | travnja 2019.   |
| 14.10     | Utopic Unicorn    | 23. listopada 2014. | lipnja 2015.    |
| 15.04     | Vivid Vervet      | 23. travnja 2015.   | prosinca 2015.  |
| 15.10     | Wily Werewolf     | 22. listopada 2015. | srpnja 2016.    |
| 16.04 LTS | Xenial Xerus      | 21. travnja 2016.   | travnja 2019.   |
| 16.10     | Yakkety Yak       | 13. listopada 2016. | srpnja 2017.    |
| 17.04     | Zesty Zapus       | 13. travnja 2017.   | siječnja 2018.  |
| 17.10     | Artful Aardvark   | 19. listopada 2017. | srpnja 2018.    |
| 18.04 LTS | Bionic Beaver     | 26. travnja 2018.   | travnja 2021.   |
| 18.10     | Cosmic Cuttlefish | 18. listopada 2018. | srpnja 2019.    |
| 19.04     | Disco Dingo       | 18. travnja 2019.   | siječnja 2020.  |
| 19.10     | Eoan Ermine       | 17. listopada 2019. | srpnja 2020.    |
| 20.04 LTS | Focal Fossa       | 23. travnja 2020.   | travnja 2023.   |
| 20.10     | Groovy Gorilla    | 22. listopada 2020. | srpnja 2021.    |
| 21.04     | Hirsute Hippo     | 22. travnja 2021.   | siječnja 2022.  |
| 21.10     | Impish Indri      | 14. listopada 2021. | srpnja 2022.    |
| 22.04 LTS | Jammy Jellyfish   | 21. travnja 2022.   | travnja 2025.   |
| 22.10     | Kinetic Kudu      | 20. listopada 2022. | srpnja 2023.    |

## Sistemski zahtjevi
| hardverski zahtjevi za PC računalo | Preporučeno |
| ---------------------------------- | ----------- |
| Arhitektura procesora              | x86-64      |
| Frekvencija procesora              | 2 GHz       |
| RAM                                | 4 GiB       |
| Slobodnog prostora na tvrdom disku | 25 GB       |

Napomena: ako su "Desktop efekti" poželjni, potrebna je odgovarajuća grafička kartica.

## Galerija
- Kubuntu 5.04
- Kubuntu 6.06 LTS
- Kubuntu 8.04
- Kubuntu 10.04 LTS
- Kubuntu 12.04 LTS
- Kubuntu 14.04 LTS
- Kubuntu 16.04 LTS
- Kubuntu 18.04 LTS
- Kubuntu 20.04 LTS
- Kubuntu 22.04 LTS
- Kubuntu 22.04 LTS

## Vanjske poveznice
- Službena stranica
- Kubuntu na DistroWatchu
- Neslužebni Kubuntu vodič